# Inno Setup
Inno Setup is een vrij installatiesysteem voor software aangestuurd door scripts. Inno Setup is geschreven in Delphi door Jordan Russell en is beschikbaar voor Windows, de broncode is beschikbaar in Borland Delphi 2.0-5.0 and Delphi2009 en verkrijgbaar via GitHub. De eerste versie werd uitgebracht in 1997. Het vormt een alternatief voor InstallShield en NSIS.

## Functies
- maakt een zelfstandig EXE bestand aan om computerprogramma's te installeren
- snelkoppelingen maken op het bureaublad en in het startmenu
- bestanden kopiëren naar C:\Program Files\ProgrammaNaam
- maakt registersleutels en INI bestanden aan
- maakt tevens een deinstallatieprogramma aan
- ondersteuning van Windows XP tot en met Windows 10
- Unicode-ondersteuning
- bestandscompressie voor installatiebestanden (deflate, bzip2 en LZMA)